# Egy különc srác feljegyzései
Az Egy különc srác feljegyzései (eredeti cím: The Perks of Being a Wallflower) Stephen Chbosky amerikai író 1999-ben megjelent ifjúsági regénye.
Az 1990-es évek elején játszódó történet főhőse egy introvertált és magányos, tizenöt éves középiskolás fiú, Charlie. A könyvben a mindennapi életének megfigyeléseit összegezve leveleket ír egy ismeretlennek. Ezekben a populáris kultúrára történő utalások mellett olyan, gyakran ellentmondásos témákat érint, mint a felnőtté válás nehézségei, a szexualitás, a droghasználat, a nemi erőszak és a mentális egészség. Chbosky öt év alatt írta meg regényét, saját fiatalkori emlékei alapján. Az említett témák miatt a könyvet több iskolában is betiltották az Amerikai Egyesült Államokban.
A film alapján készült azonos című filmadaptációt 2012-ben mutatták be. Forgatókönyvírója és rendezője Chbosky volt, a főbb szerepeket Logan Lerman, Emma Watson és Ezra Miller alakította.

## Magyar kiadás
- Egy különc srác feljegyzései (2012, Alexandra Könyvkiadó, Pécs) ISBN 9789633570333
- Egy különc srác feljegyzései (2015, Alexandra Könyvkiadó, Budapest) ISBN 9789633570333

## Fordítás
- Ez a szócikk részben vagy egészben  a   The Perks of Being a Wallflower című angol Wikipédia-szócikk fordításán alapul.  Az eredeti cikk szerkesztőit annak laptörténete sorolja fel. Ez a jelzés csupán a megfogalmazás eredetét és a szerzői jogokat jelzi, nem szolgál a cikkben szereplő információk forrásmegjelöléseként.